# Schweizer Kameramuseum
Das Schweizer Kameramuseum (französisch Musée suisse de l’appareil photographique) ist ein Museum für optische und fotografische Geräte und Zubehör. Es befindet sich in Vevey im Schweizer Kanton Waadt. Neben der Dauerausstellung werden auch in Sonderausstellungen Biografien und Werke einzelner Fotografen präsentiert. Eine Dauerausstellung für Smartphones wurde 2021 eingerichtet.

## Entstehung

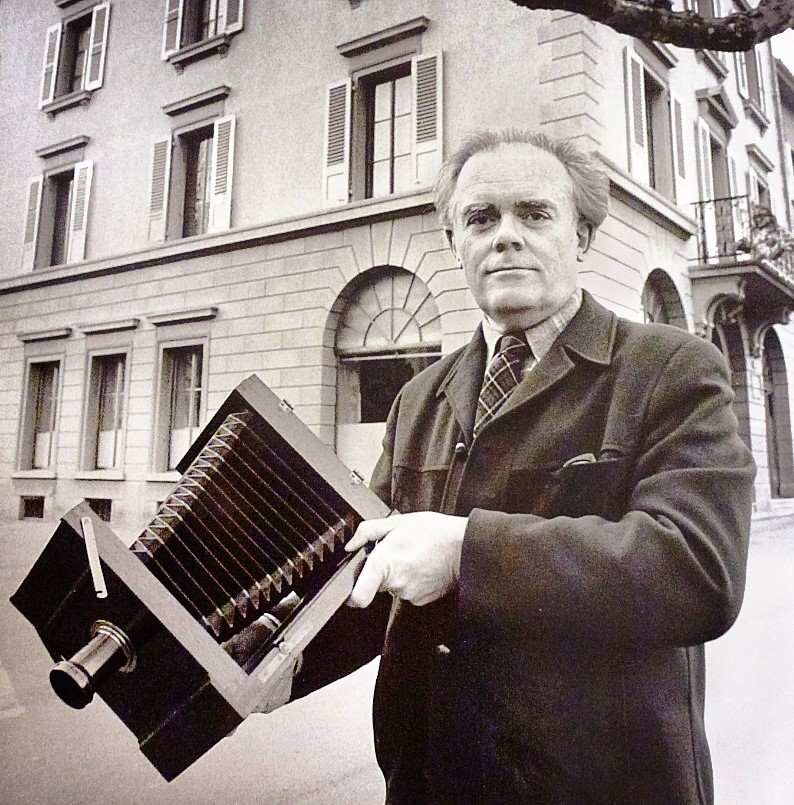
Claude-Henry Forney (1982)

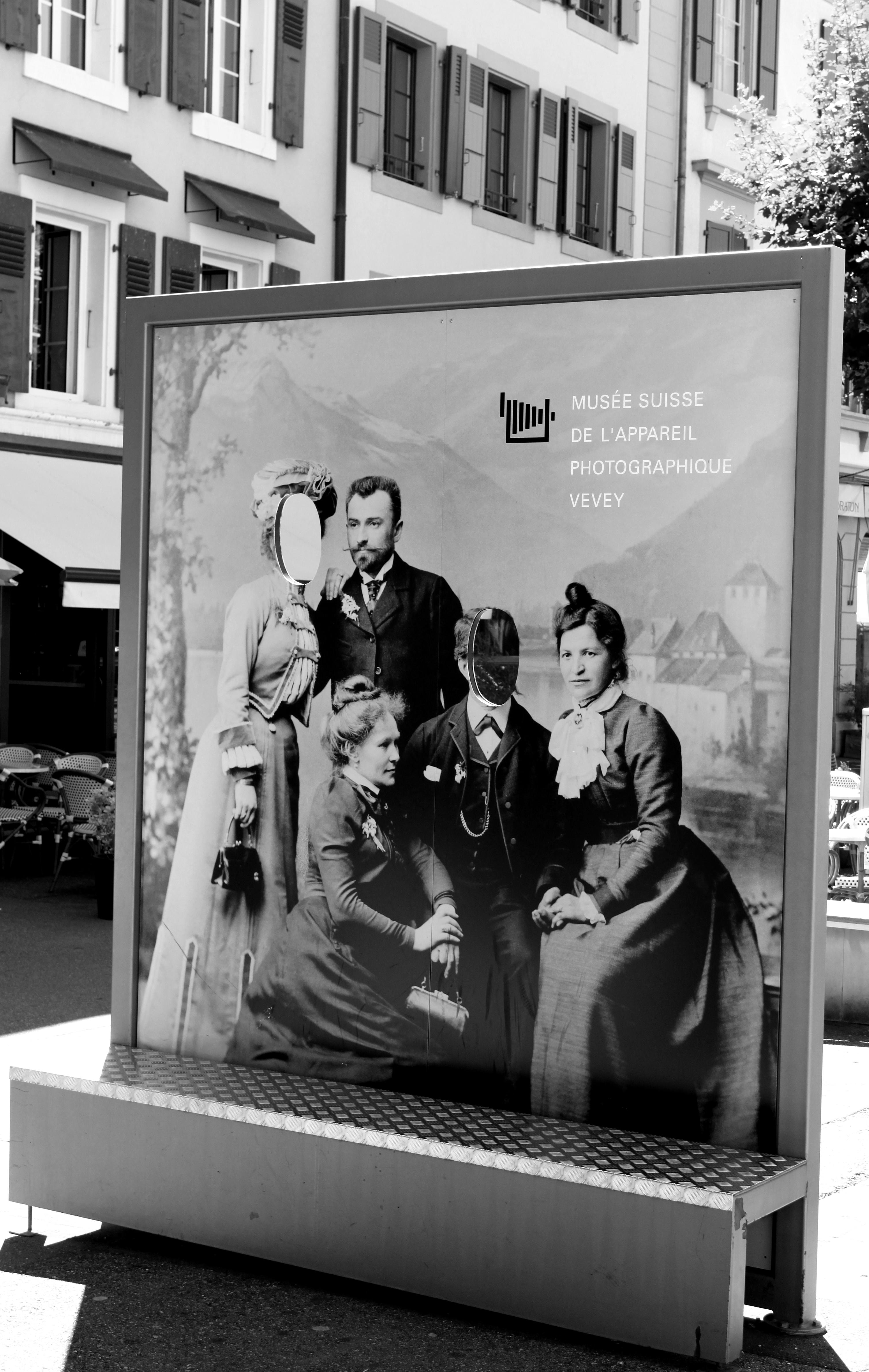
Fototermin vor dem Musée suisse de l’appareil photographique

Im Jahr 1971 wurde in Vevey eine umfassende Retrospektive zur Geschichte der Fotografie rund um die renommierte Sammlung von Michel Auer organisiert, welche von Claude-Henry Forney konzipiert wurde. Infolge des Erfolgs der Veranstaltung wandte sich der Stadtrat an den Organisator mit der Bitte, ein Schweizer Kameramuseum zu etablieren. Das 1979 in einer Wohnung an der Grande Place 5 eröffnete Museum wies jedoch bald einen Mangel an Räumlichkeiten auf. Im Jahr 1989 erfolgte ein Umzug in ein Gebäude aus dem 18. Jahrhundert in der Rue des Anciens-Fossés, welches vom Architekten Hugo Fovanna restauriert und vom Dekorateur Serge Tcherdyne eingerichtet worden war. Die Wahl fiel auf dieses Gebäude, da es durch einen historischen unterirdischen Gang mit dem Nachbarhaus an der Grande Place verbunden ist, was eine spätere Erweiterung des Museums möglich machte. Im Jahr 2001 wurde unter der Leitung des Architekten Joël Brönnimann die Realisierung dieses Vorhabens verwirklicht.
Das Schweizer Kameramuseum ist eine Institution der Stadt Vevey und wird vom Verein der Freunde des Schweizer Kameramuseums und der gleichnamigen Stiftung getragen. Es steht auf der Liste der Schweizer Kulturgüter von nationaler Bedeutung.

## Sammlungen

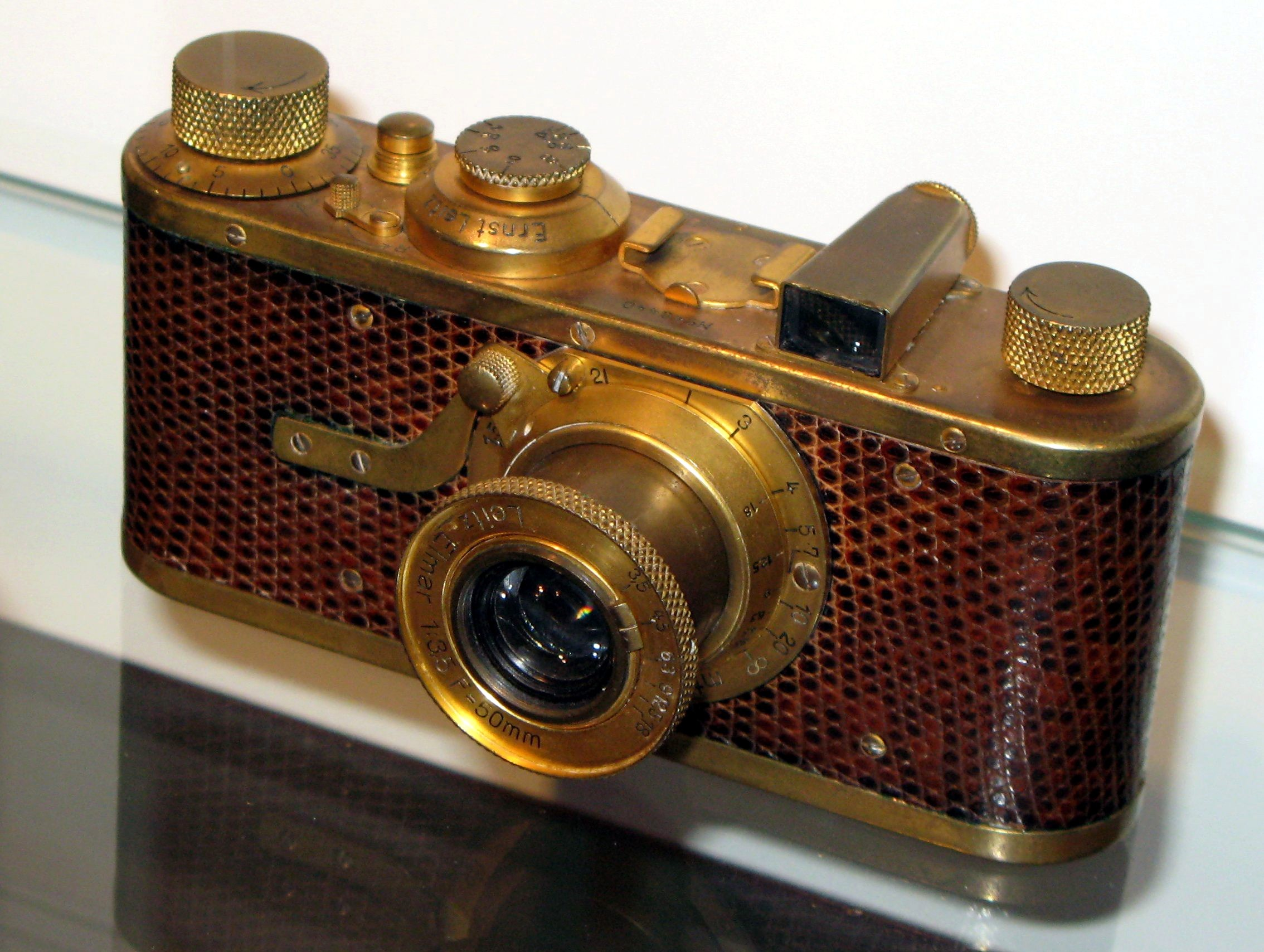
Leica I Mod. A Luxus (1931)

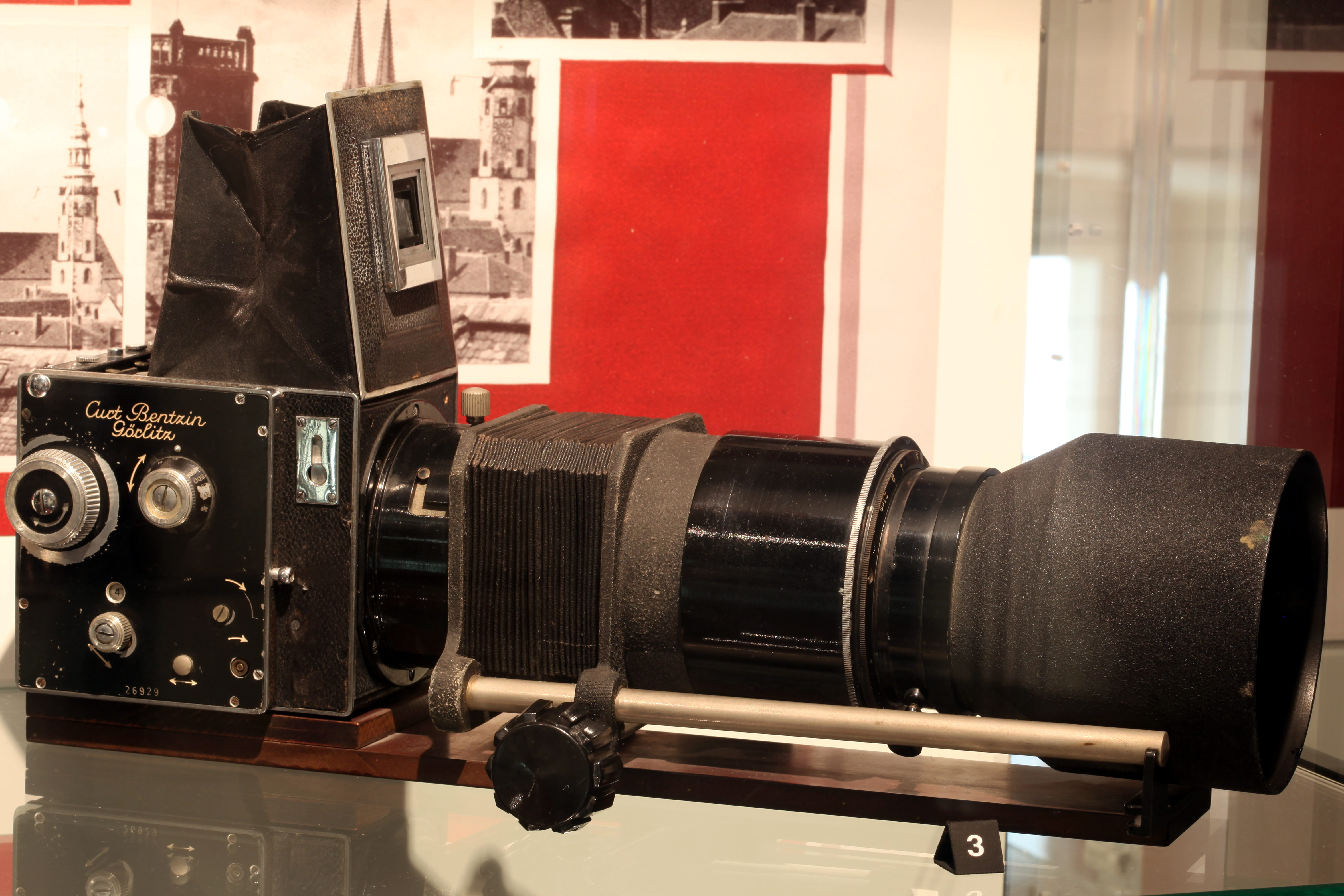
Primaflex

Das Museum hat den Auftrag, die Geschichte und die Techniken der Fotografie in all ihren Anwendungsbereichen darzustellen. Zu diesem Zweck wurden und werden Objekte, Instrumente, fotografische Produkte, Verfahren und Materialien sowie Fotografien, Dokumentationen, Publikationen und Illustrationen im Zusammenhang mit diesem Medium gesammelt und exemplarisch präsentiert.

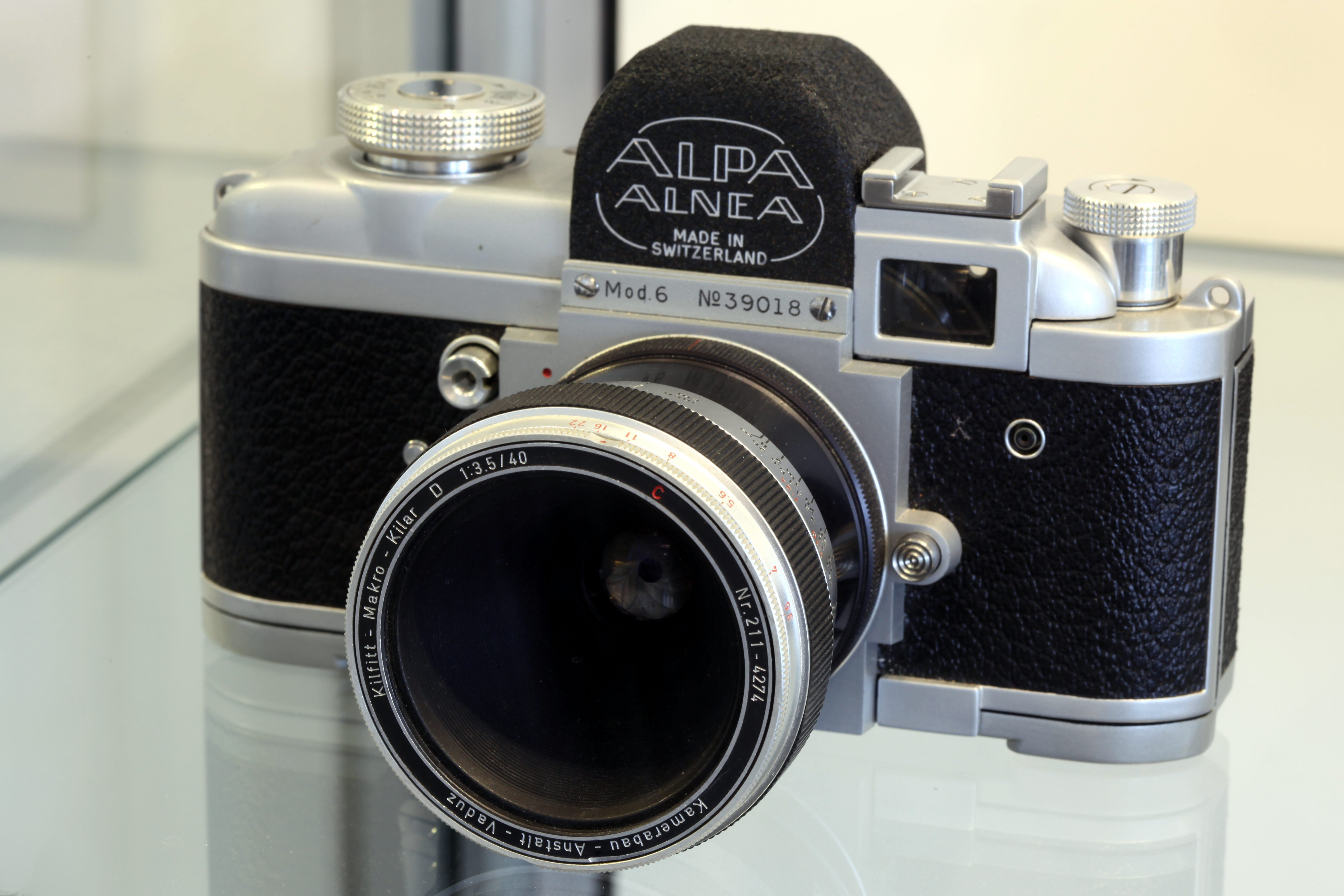
Alpa Alnea Reflex. Modell 6

Ein besonderes Augenmerk gilt den Schweizer Produkten und jenen, die mit der Geschichte der Fotografie in der Schweiz in Verbindung stehen. Um diesen Auftrag zu erfüllen, bewahrt, erforscht, pflegt und entwickelt das Museum seine Sammlungen in drei Bereichen:

### Sammlungen von Geräten und Instrumenten
- Optische Instrumente zum Zeichnen und für optische Erfindungen, wie Camera obscura, optische Kästen und magische Laternen
- Aufnahme- und Verarbeitungsgeräte von den Ursprüngen der Fotografie bis zu ihren jüngsten Entwicklungen, darunter Schweizer Produktionen: Alpa, Sinar, Seitz, Broncolor, Elinchrom, Arca-Swiss, Hilba, Suter, Engel-Feitknecht, Rauser, Frey, Roth, Perrot, Sico, Zulauf usw.
- Geräte für besondere Zwecke, z. B. Luft- und Unterwasserfotografie, wissenschaftliche Fotografie, Brieftaubenkameras usw.
- Kameras berühmter Fotografen wie Robert Franks Leica, Hans Finslers Rolleiflex, Gertrude Fehrs Sinar oder Werner Bischofs Dreifarbenkamera
- Ausrüstung und Material für Labor und Nachbearbeitung
- Beleuchtung, Möbel und Studioausrüstung
- Filme, Papier, Produkte und sonstiger fotografischer Bedarf
- Gegenstände im Zusammenhang mit der Vermarktung von fotografischem Material

### Fotografische Dokumente
- Optische Ansichten und gemalte oder gedruckte Laterna-Magica-Platten
- Beispiele fotografischer Negativ- oder Positivverfahren auf Metall, Glas oder Papier, z. B. Daguerreotypien, Ferrotypien, Stereogramme usw.
- Fotografische Abzüge in Form von Dokumenten oder exemplarischen Werken
- Diapositive und Filme für Vorführungen
- Stiche, Fotografien und andere Abbildungen, die aktive Fotografen darstellen oder die Geschichte der fotografischen Techniken dokumentieren

### Dokumentationszentrum und Bibliothek
- Alte Bücher, Handbücher, Zeitschriften, Publikationen zur Geschichte des Mediums, zur Industriegeschichte, zu fotografischen Verfahren und Techniken
- Kataloge, Prospekte, Bedienungsanleitungen, Firmenpublikationen, Preislisten, Pressemappen. Archive von Herstellern, Händlern, Werkstätten, Laboratorien, Fachjournalisten usw.

## Ausstellungen
- 2002: «Monique Jacot. A jour.»[2]